# 여주 FC U-15
여주 FC U-15는 경기도 여주시에 위치한 under-15팀 유형의 축구단이다.조한수 감독,전태은 코치의 지도아래 성장하고있다.
.

## 참고 문헌
- “KFA 통합경기정보 시스템”. 대한축구협회.